# Святопетрівська сільська рада (Києво-Святошинський район)
| Святопетрівська сільська рада — колишній орган місцевого самоврядування у Києво-Святошинському районі Київської області з адміністративним центром у с. Святопетрівське. Сільській раді підпорядковані населені пункти: - с. Святопетрівське |

## Склад ради
Рада складається з 20 депутатів та голови.

### Керівний склад ради
| ПІБ                       | Основні відомості                                   | Дата обрання | Дата звільнення |
| ------------------------- | --------------------------------------------------- | ------------ | --------------- |
| Мнишенко Василь Петрович  | Сільський голова, 1950 року народження, освіта      | 26.03.2006   | 31.10.2010      |
| Овсієнко Антон Михайлович | Сільський голова, 1979 року народження, освіта вища | 31.10.2010   |                 |

Примітка: таблиця складена за даними джерела